# Kinder-Fahrautomat

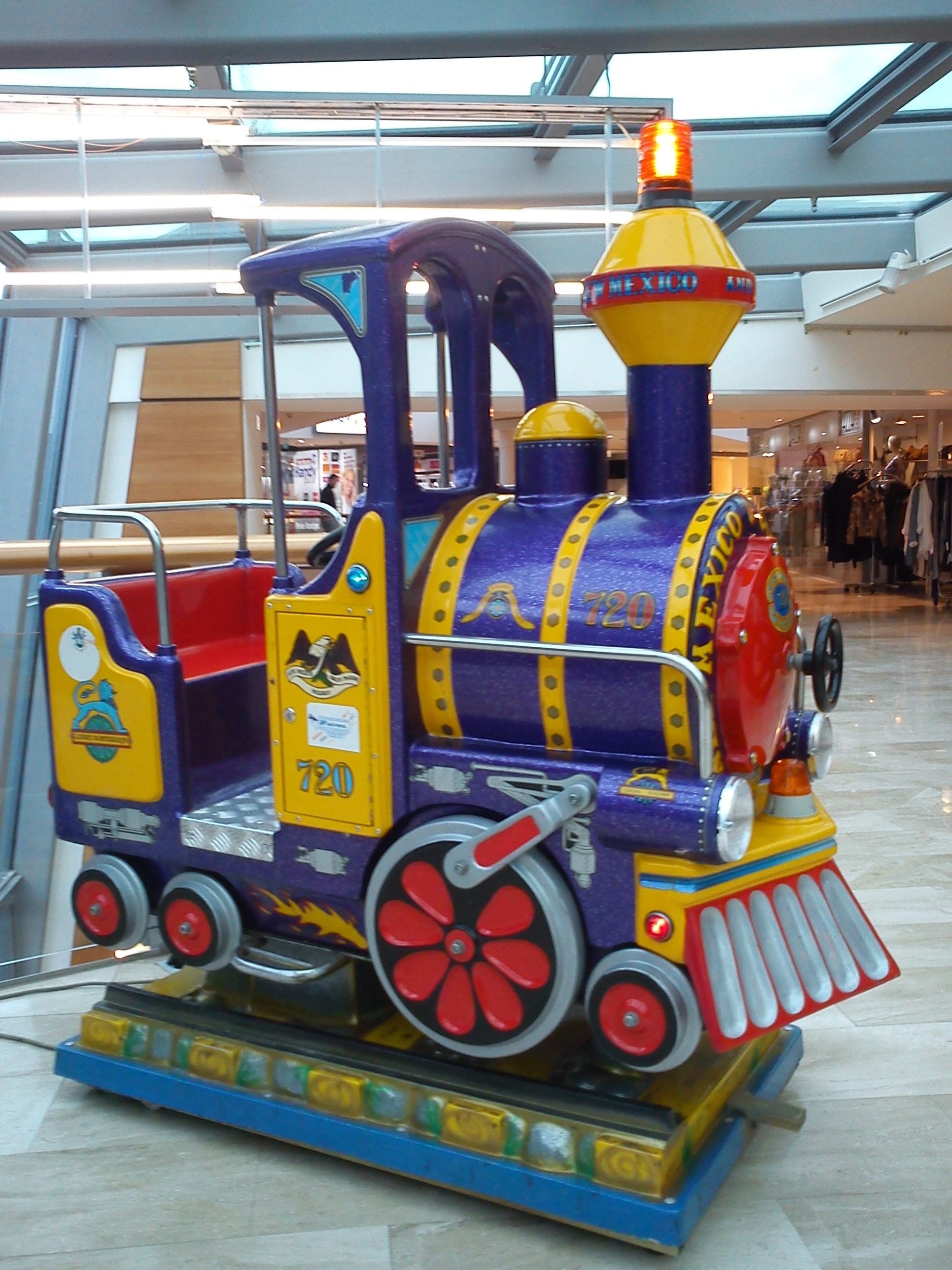
Kinder-Fahrautomat in einem Kaufhaus

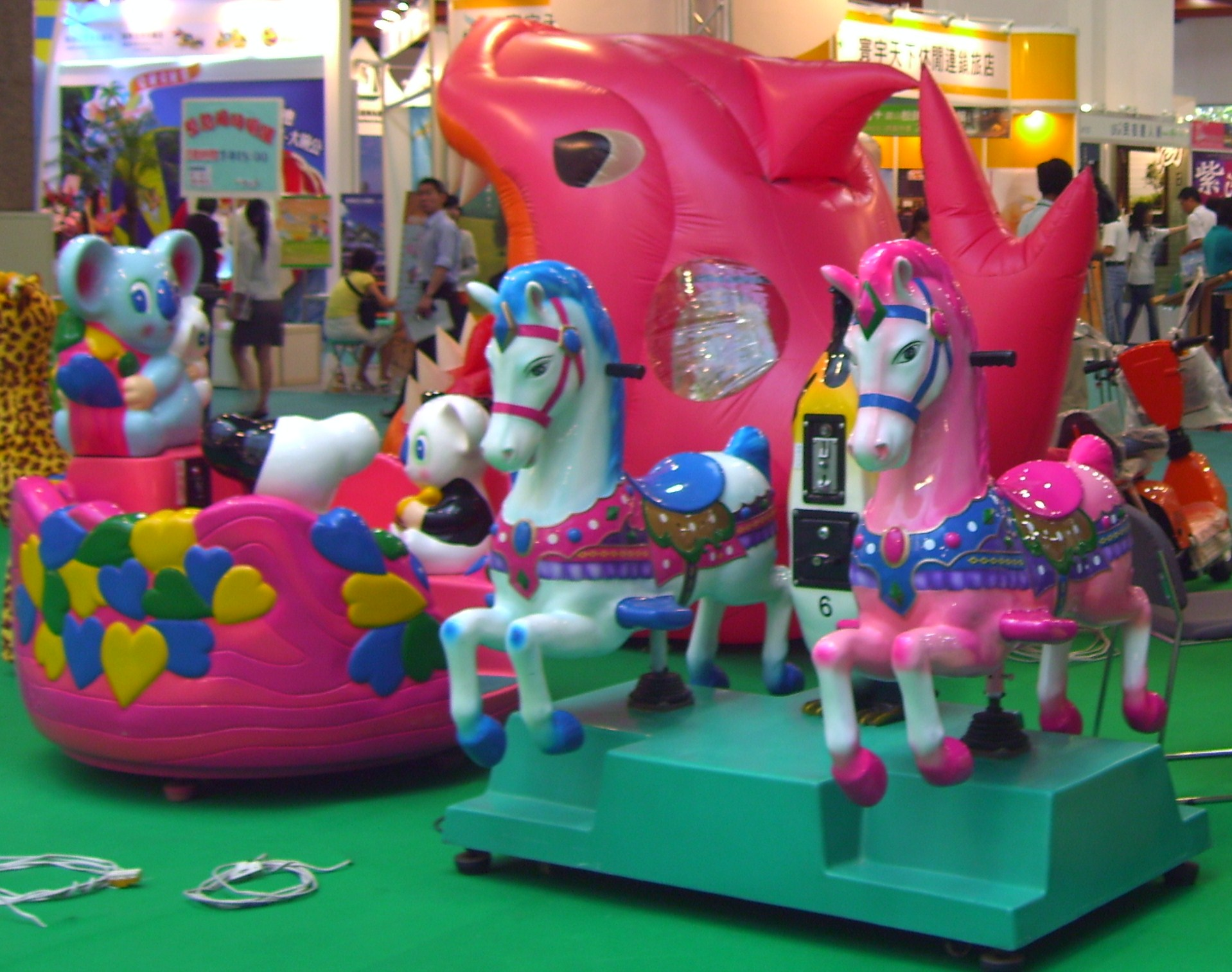
Kinder-Fahrautomaten

Ein Kinder-Fahrautomat (auch Kiddie-Ride, Kiddieride, Kiddyride, Schaukelautomat oder Kiddy-Rider) ist ein Unterhaltungsgerät für Kinder.

## Beschreibung
Das Gerät besteht meist aus einer Figur oder einer Fahrzeug-Nachbildung in kindgerechter Form und Größe mit einem oder zwei Sitzplätzen, montiert auf einer Antriebseinheit mit elektrischem Antrieb. Weiterhin ist ein Geldeinwurf vorhanden.
Eine Variante ist die Butterfly-Achterbahn, bei der das Gerät sich auf einer Schiene bewegt.

## Fahrpreis
Der Fahrpreis in Europa ist in der Eurozone meist 50 Cent oder 1 Euro je Fahrt bei einer üblichen Fahrtzeit = Schaukeldauer von etwa 1,5 Minuten.

## Zielgruppe
Hauptzielgruppe und Nutzer sind Kinder im Alter von einem bis etwa sechs Jahren; je nach Welt-Region und Entwicklungsstand des jeweiligen Landes auch älter.